# Johann Friedrich Goldbeck
Johann Friedrich Goldbeck (* 22. September 1748 in Insterburg, Ostpreußen; † 9. April 1812 in Schaaken, Kreis Königsberg, Ostpreußen) war ein deutscher  evangelischer Theologe und Topograph in Königsberg i. Pr.

## Leben
Johann Friedrich Goldbeck besuchte zunächst die lateinische Provinzialschule zu Insterburg und von 1761 bis 1764 das Collegium Fridericianum in Königsberg. Seit 1764 studierte er an der Albertus-Universität Königsberg Theologie. 1769 wurde er Hofmeister eines preußischen Adligen, den er 1771 nach Magdeburg begleitete. 1772 wurde er Lehrer an dem in der Nähe von Magdeburg gelegenen Kloster Berge der Benediktiner. Ein Jahr später wurde er Feldprediger beim Infanterie-Regiment v. Rohr (Nr. 15) in Graudenz.  Goldbeck erhielt 1780 vom preußischen Hof den Auftrag, eine vollständige Topographie des Königreichs Preußen herauszugeben, und wurde von den preußischen Landeskollegien mit allen dazu notwendigen Informationen ausgestattet.
1783 wurde er zum Erzpriester (Superintendent) des Kirchspiels Schaaken ernannt.
Nach einigen Veröffentlichungen über theologische und pädagogische Themen gab Goldbeck ab 1781 seine noch heute benutzten Literarischen Nachrichten von Preußen heraus, die aus zwei Teilen bestehen. Sein wichtigstes Werk ist seine zweiteilige Volständige Topographie des Königreichs Preußen (1785 und 1789).
Goldbeck war Ehrenmitglied der Königlichen Deutschen Gesellschaft (Königsberg).

## Schriften
- Über die Erziehung der Waisenkinder: allen wohlthätigen Fürsten und grosmüthigen Menschenfreunden gewidmet, 1781.
- Nachrichten von der königlichen Universität zu Königsberg in Preußen und den daselbst befindlichen Lehr-, Schul- und Erziehungsanstalten. Graudenz 1782 (Google Books).
- Literarische Nachrichten von Preußen
  - Band 1, Leipzig und Dessau 1781 (Online, MDZ).
  - Band 2, Leipzig und Dessau 1783 (Google Books)
- Volständige Topographie des Königreichs Preußen.
  - Teil I: Topographie von Ost-Preußen, Königsberg und Leipzig 1785 (Google Books); Volständige Topographie vom Ost-Preußischen Cammer-Departement (Google Books); Volständige Topographie vom Litthauischen Cammer-Departement (Google Books)
  - Teil II: Topographie von West-Preußen, Marienwerder 1789
    - Abschnitt 1: Systematischer geographischer Entwurf von West-Preußen (Google Books);
    - Abschnitt 2: Volständige Topographie vom West-Preußischen Cammer-Departement (Google Books)